# Allan Friis
Allan Friis, född 10 januari 1931 i Malmö, död 24 december 2019 i Lomma, var en svensk konstnär, främst känd för sina politiska bilder. Friis har under åren ställt ut på ett stort antal gallerier och konsthallar samt är representerad i flera konstmuseer och kommunala samlingar i Sverige. Han har även skrivit ett antal böcker och debattartiklar om konst, politik, massmedia och pedagogik. Han har även producerat experimentfilmer för Sverige Television och även TV-teater.

## Biografi

### 1949-1960
Allan Friis debuterade redan som 18-åring 1949, med en utställning i Gnesta Samrealskola under efternamnet Borggren, hans styvfars namn. Året därpå tog han sin biologiske fars namn, Friis. Samma år ställde han ut tillsammans med Max-Walter Svanberg, också denna gång i Gnesta. Att de ställde ut tillsammans var ingen tillfällighet. Friis var redan tidigt intresserad av den Malmöbaserade gruppen Imaginisterna, med vars konstideologiska program han kände starkt släktskap. Friis kom dock aldrig att formellt tillhöra gruppen, som splittrades 1957.
Andra inspirationskällor för Friis var den danskholländska gruppen COBRA, främst Henning Pedersen, Max Ernst och Joan Miro. Deras fantasifyllda världar, innehållande hybridformer av djur, växter och människor, kännetecknade Friis måleri i nästan ett decennium och resulterade i ett par utställningar i Stockholm, bland annatpå De Ungas Salong 1956 och i Malmö, bland annat på Galleri Modern 1960.

### 1960-1977
Vid den här tiden reagerade Allan Friis allt mer på världens ekonomiska och sociala orättvisor, politiska motsättningar och krig, vilket resulterade i ett ifrågasättande av det egna skapandet. Från 1959 till 1963 målade han endast ett drygt dussintal bilder under samlingsnamnet Från mina resor.
Influerad av de politiska strömningarna under början av 1960-talet inträffade 1964 en förändring i Friis bildskapande. Han menar att hans fritt fabulerande och fantasifyllda bildspråk kändes otillräckligt för att skildra människans sociala villkor och hennes alienerade förhållande till den snabba teknisk-ekonomiska utvecklingen. I mars 1964 målade han den tavla, med namnet "organisk maskin", som skulle bli den första i en lång serie av bilder med samma innehållsliga utgångspunkter fram till 1970. Hans bildvärld kom nu att belysa människans relation till teknologi och miljö, och hennes utsatthet. Allt skildras i en science fictionbetonad arkitektonisk och teknisk värld, ofta med surrealistisk suggestion.
Skildringarna av samtiden, som fanns i Friis verk under 1960-talet, förstärktes efter hand och bilderna fick ett tydligare samhällskommenterande och kritiskt bildspråk. Han tog upp sociala och existentiella frågeställningar. Två bildsviter är typiska för denna period: Vi sitter i samma båt, som ställdes ut på Göteborgs och Lunds Konsthall 1973 och 1974 samt Människor i förort (Rosengård) som bland annat ställdes ut på konsthallarna i Malmö, Eskilstuna och Alingsås 1977.
Under 1960-talet ägnade sig Friis även åt experimentfilm, vilket resulterade i några prisbelönta kortfilmer, till exempel St. Antonius frestelser, Duellen, De Underbara kloten, Schackpartiet och Mannen med tittskåpet, den senare beställd och visades av Sveriges Television 1966. Friis skrev också teaterpjäsen Lärare som visades av Sveriges Television 1973.

### 1978–1984
Åren 1978–1984 producerade Friis mycket få bildverk. Endast ett mindre antal porträtt, affischer och ett 20-tal bokillustrationer blev till. Istället uppehöll sig Friis huvudsakligen med universitetsstudier, bildforskning och författarskap. Nu blev bland annat hans båda uppmärksammade böcker om den svenska grundskolan till: Ingen kan tvinga mig och Vår schizofrena skola.

### 1985–2003
Under åren 1985–1986 gjorde Friis en serie sammansatta och suggestiva landskapsbilder, som han kallar för Semiotiska landskap i blyerts samt ett stort antal illustrationer som han beskriver som existentiella. År 1987 inleddes en period som han själv beskrivit som syntes och mångfald. I dessa båda begrepp, menar han, ligger ingen motsättning, eftersom syntesen gäller förhållningssättet till konstskapandet och mångfalden, bildinnehållet. Som grund låg några teman som han kallar Testbilder, en bildlyrisk science fiction, 1988, Meditation, en satirisk miniroman om konstmyter, 1989, grafikserien En Allegori över Tankens Frihet, 1990–1991, och Dagboksbilder 1990–1991 samt Subversiva landskap, 1991–1992.
Kommande år fortsatte Friis med sina samhällskommenterande bilder i varierande tekniker, som till exempel serierna Sociala skildringar och Konsekvenser i olja respektive linoleumsnitt i stort format, 1993–1995 samt Side-Effects 1994–1995, förutom serien "Romantiska landskap" i olja, 1993–1995.
Åren 1995–1998 tillkom en serie collagebilder samt Traces och Exponering utförda i monotypi. 1999–2003 utförde Friis en serie oljemålningar, Organisk arkitektur. År 2004 påbörjade han "Nutidsskildringar", en serie oljemålningar i större format.

### 2004–2008
Efter ett par års uppehåll påbörjade Friis våren 2004 en ny serie stora oljemålningar, som han gav arbetsnamnet "Samtida skildringar". I ett katalogförord sade Friis: "För mig personligen tar jag ordet samtidskonst på allvar, dvs jag definierar ordet efter dess egentliga innehåll och innebörd; en konst som speglar och kommenterar samtiden, dvs en konst som tar upp och beskriver den sociala verklighet som omger oss och de konsekvenser denna kan få för den samtida människan"
I några målningar 2004, exempelvis "Flykten" och "Hoppet", skildrar Friis katastrofer som skett runt om i världen och i "Bankers Trust" och "Finansvalpen" kommenterar han klassklyftorna i USA. Friis hämtar under denna period också inspiration ur sin tidigare produktion, framför från 60-talets mitt med dess inslag av dystopier och teknokratisk science fiction. Tydligast ser man denna tillbakablick i bilder som "Monumentet" från 2005, "I karantän" från 2006 och "Utbrottet" från 2007
År 2004 gav Friis ut två böcker. Konungens Dagbok, som innehåller Friis surrealistiska dagboksbilder med egna tolkningar samt Medea-Terroristen, som handlar om en revolutionär situation i Öresundsregionen år 2040. Båda böckerna är försedda med konstbilagor. Ett drygt halvår efter utgivningen av Medea-Terroristen gjorde Friis en performance under namnet "Avrättningen av Medea". Avrättningen skedde den 20 april på Spillepengen i Malmö. 
Under 2004 genomförde han även två separatutställningar. I Staffanstorps Konsthall visade han nya målningar från samma år samt ett antal monumentala linoleumsnitt från 1993. Redan efter en månad skedde nästa separatutställning, på Galleri Final i Malmö. Även här visade Friis verk från tidigare perioder, mycket därför att flera av dessa aldrig visats offentligt, exempelvis några monumentala oljemålningar från 1995 och monotypier från 1996.

### 2009–2019
Under senhösten 2009 började Friis fundera på möjligheten att utveckla ett  bildspråk som till det yttre är förenklat till teckenliknande ikoner, men som samtidigt kan användas till att uttrycka komplexa skeenden och associationsrik dramatik. De enskilda bilderna är inte bara enkla tecken, utan blir också genom sina kombinationer och framträdanden i olika  sammanhang, symboler för samtida berättelser. Han  menar att det för alla människor som vill och kan se, oavsett kultur, religion och rådande estetiska paradigmer, blir möjligt att objektivt synliggöra universella "interaktioner" på olika nivåer. Hans bilder får namnen Implikationer.  Den första utställningen av dessa verk sker på Galleri Final 2010.
Under 2011 gör Friis ett antal spontantecknade kortfilmer med sig själv som tecknare. Samma år inbjöds han till en koncentrerad utställning hans politiska affischer på Rönnells  Antikvariat i Stockholm.
Friis´ politiska konst från 70-talet blev uppmärksammad av en samlare av sådan konst i Stockholm. Han köpte ett 20-tal större verk, som nu finns på "Det nya museet" i Sundbyberg. samma år 
Samma år påbörjar Friis en ny serie oljemålningar i stort format, varav några är inspirerade av bilder från hans dagboksserie 1991.
År 2013 påbörjar Friis ett nytt projekt med sina Publikationer, i vilka han beskriver sin konst från olika tidsperioder. 
I januari 2015 ställde Friis ut sina barndoms- och ungdomsbilder i Burlövs Konsthall.  
I mars 2016 bjöd Friis in till en retrospektiv utställning i Staffanstorps Konsthall av verk från 1949 till 2013.
Friis är representerad vid bland annat Kalmar konstmuseum, Moderna museet och Malmö Konstmuseum.